# Danh sách đĩa nhạc của Hồ Ngọc Hà
Dưới đây là danh sách đĩa nhạc của ca sĩ thu âm người Việt Nam Hồ Ngọc Hà.

## Album phòng thu

### Album riêng
| Tựa đề           | Chi tiết |
| ---------------- | --- |
| 24 giờ 7 ngày    | - Phát hành: 26 tháng 7 năm 2004 - Hãng đĩa: Viết Tân - Định dạng: CD, nhạc số                                 |
| Và em đã yêu     | - Phát hành: 2005 - Hãng đĩa: Music Faces, Phương Nam Film - Định dạng: CD, nhạc số                            |
| Muốn nói với anh | - Phát hành: 2006 - Hãng đĩa: Music Faces - Định dạng: CD, nhạc số                                             |
| Khi ta yêu nhau  | - Phát hành: 2007 - Hãng đĩa: Music Faces - Định dạng: CD, nhạc số                                             |
| Tìm lại giấc mơ  | - Phát hành: 20 tháng 7 năm 2010 - Hãng đĩa: Viết Tân - Định dạng: CD, nhạc số                                 |
| Invincible       | - Phát hành: 2011 - Hãng đĩa: Viết Tân - Định dạng: CD, nhạc số                                                |
| Mối tình xưa     | - Phát hành: 12 tháng 5 năm 2014 - Hãng đĩa: Music Faces Entertainment, Viết Tân - Định dạng: CD, DVD, nhạc số |

### Album hợp tác
| Tựa đề                       | Chi tiết                                                                          |
| ---------------------------- | --------------------------------------------------------------------------------- |
| Ảo ảnh (với Đức Tuấn)        | - Phát hành: 20 tháng 8 năm 2006 - Hãng đĩa: Music Faces - Định dạng: CD, nhạc số |
| Ngày hạnh phúc (với V.Music) | - Phát hành: 2011 - Định dạng: CD, nhạc số                                        |
| I Love You (với V.Music)     | - Phát hành: 2012 - Định dạng: CD, nhạc số                                        |

## Album tuyển tập
| Tựa đề                                                  | Chi tiết |
| ------------------------------------------------------- | --- |
| Love Songs Collection: Nơi em gặp anh                   | - Phát hành: 2009 - Định dạng: CD, nhạc số                                                                      |
| Love Songs Collection 2: Vẫn trong đợi chờ              | - Phát hành: 2010 - Định dạng: CD, nhạc số                                                                      |
| Love Songs Collection 3: Gửi người yêu cũ               | - Phát hành: 28 tháng 9 năm 2018 - Hãng đĩa: HNH Entertainment, T Production, Dihavina - Định dạng: CD, nhạc số |
| Love Songs Collection 4: Càng trưởng thành, càng cô đơn | - Phát hành: 20 tháng 8 năm 2020 - Hãng đĩa: HNH Entertainment, T Production - Định dạng: CD, nhạc số           |

## Album trực tiếp
| Tựa đề                                           | Chi tiết                                               |
| ------------------------------------------------ | ------------------------------------------------------ |
| Live Concert 2011                                | - Phát hành: 2012 - Định dạng: DVD                     |
| Live Concert 2014: Kỷ niệm 10 năm ca hát         | - Phát hành: 2014 - Định dạng: DVD                     |
| Gala hành trình: Hồ Ngọc Hà Tour diễn xuyên Việt | - Phát hành: 2015 - Định dạng: DVD                     |
| Đêm nhạc Love Songs                              | - Phát hành: 2016 - Định dạng: DVD                     |
| Love Songs: Cả một trời thương nhớ               | - Phát hành: 2017 - Định dạng: DVD                     |
| Love Songs: Private Show – The Duet (Live Album) | - Phát hành: 19 tháng 10 năm 2020 - Định dạng: Nhạc số |

## Đĩa mở rộng
| Tựa đề                                | Chi tiết                                        |
| ------------------------------------- | ----------------------------------------------- |
| The First Single                      | - Phát hành: 2009 - Định dạng: CD, nhạc số      |
| Hạnh phúc bất tận (với V.Music)       | - Phát hành: 2010 - Định dạng: CD, nhạc số      |
| Nỗi nhớ đầy vơi (với Noo Phước Thịnh) | - Phát hành: 2011 - Định dạng: CD, DVD, nhạc số |
| The Second Single                     | - Phát hành: 2012 - Định dạng: CD, nhạc số      |

## Đĩa đơn
| Tựa đề                       | Chi tiết |
| ---------------------------- | -------- |
| "Tóc hát"                    |          |
| "Blow Up (Bay lên tình yêu)" |          |
| "Hãy thứ tha cho em"         |          |
| "Destiny"                    |          |
| "What Is Love?"              |          |

## Video âm nhạc

### Với tư cách ca sĩ chính
| Tựa đề               | Năm  | Đạo diễn |
| -------------------- | ---- | -------- |
| "Đêm nghe tiếng mưa" | 2005 | —        |